# کیستلینک
کیستلینک (انگلیسی: Kystlink) شرکت کشتیرانی نروژی است، که در سال ۲۰۰۶ تأسیس شد.